# Sở Tương Cương
Tương Cương (chữ Hán: 襄彊, ? – 209 TCN) là vua chư hầu nước Sở cuối thời nhà Tần trong lịch sử Trung Quốc.

## Thân thế
Tương Cương vốn là dòng dõi vua nước Sở thời Chiến Quốc. Năm 223 TCN, nước Sở bị Tần Thủy Hoàng tiêu diệt.

## Tiểu sử
Tháng bảy âm lịch năm 209 TCN, 900 người lính thú ở nước Sở cũ theo Trần Thắng khởi nghĩa ở làng Đại Trạch chống lại sự cai trị của nhà Tần.
Sau khi đánh chiếm làng Đại Trạch, Trần Thắng đánh lấy đất Kỳ và chia quân làm 2 đường: tự mình đánh phía tây, sai tướng Cát Anh tiến về phía đông.
Cát Anh đánh chiếm được 5 huyện rồi tiến đến Đông Thành, tìm được Tương Cương bèn lập làm Sở Vương để có danh nghĩa chống Tần.
Tuy nhiên chưa bao lâu sau, có tin Trần Thắng đánh chiếm được đất Trần cũng tự lập làm Trương Sở vương.
Cát Anh không muốn chống lại Trần Thắng bèn giết chết ông và quay về kinh đô Trương Sở báo với Trần Thắng. Tương Cương làm vua không có thực quyền, ở ngôi không được bao lâu, không rõ bao nhiêu tuổi.